# ستريت فايتر X تيكن
ستريت فايتر X تيكن (بالإنجليزية: Street Fighter X Tekken)‏ هي لعبة قتالية تم إصدارها في شهر مارس 2012 وهي تجمع بين لعبتي القتال الشهيرتين ستريت فايتر وتيكن وهي من إنتاج كابكوم ، اللعبة تم الإعلان عنها في مؤتمر كومك-كون سان دييغو في عام 2010 , واللعبة ستكون لأجهزة بلاي ستيشن 3 وإكس بوكس 360 ومايكروسوفت ويندوز وبلاي ستيشن فيتا، وستصدر بعد هذه اللعبة نسخة شركة نامكو التي تحمل عنوان تيكن X ستريت فايتر.

## الشخصيات

### شخصيات ستريت فايتر
- ريو
- كين ماسترز
- إيبل
- غايل
- تشون لي
- كامي وايت
- بالروغ
- فيغا
- ساغات
- دالسيم
- بويزون
- هيوغو
- إيبوكي
- رولنتو
- زانغيف
- روفوس
- جوري هان
- إم بايسون
- أكوما

#### شخصيات إضافية في إصدار بلاي ستيشن فيتا
- كودي
- غاي
- دادلي
- إيلينا
- ساكورا كاسوغانو
- بلانكا

### شخصيات تيكن
- كازويا ميشيما
- نينا ويليامز
- كريغ ماردوك
- كينغ
- بوب ريتشاردز
- جوليا تشانغ
- إيميلي «ليلي» روشفورت
- أسكا كازاما
- هوارانغ
- ستيف فوكس
- يوشيميتسو
- ريفن
- كوما
- هيهاتشي ميشيما
- مارشال لو
- بول فينيكس
- لينغ شاويو
- جين كازاما
- أوغر

#### شخصيات إضافية في إصدار بلاي ستيشن فيتا
- لارس ألكسندرسون
- أليسا بوسكونوفيتش
- برايان فيوري
- جاك
- لي وولونغ
- كريستي مونتيرو

### شخصيات أخرى
- كول مكغراث
- تورو
- كورو
- باك مان
- ميجا مان

## وصلات خارجية
- Street Fighter X Tekken entry at Street Fighter's official website
- Street Fighter X Tekken entry at Capcom
- Street Fighter X Tekken entry at Capcom (باليابانية)
- ستريت فايتر X تيكن على موبي غيمز
- Street Fighter X Tekken at تي في تروبس  [لغات أخرى]‏